# Zarszyn

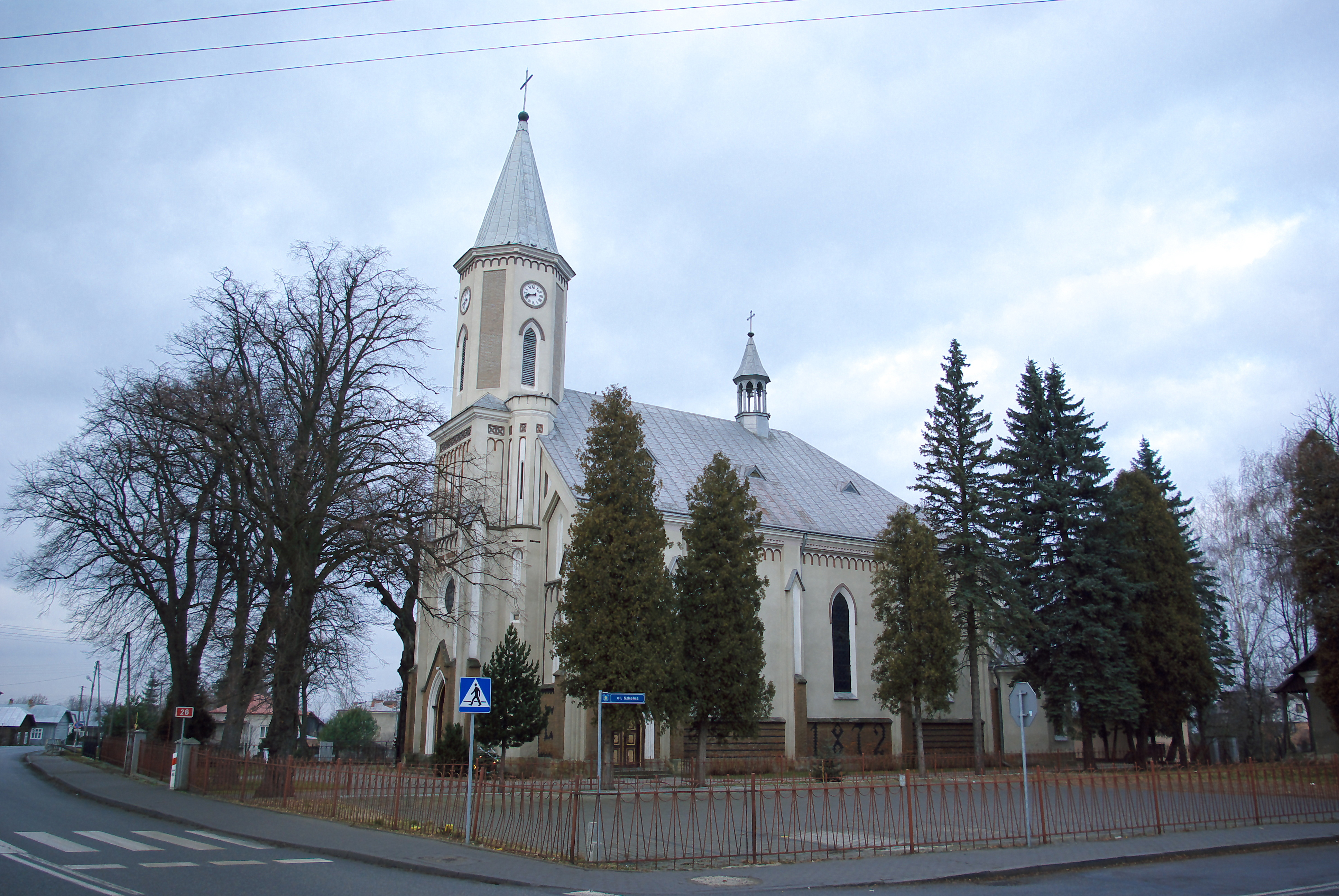
Kościół św. Marcina i Matki Boskiej Szkaplerznej

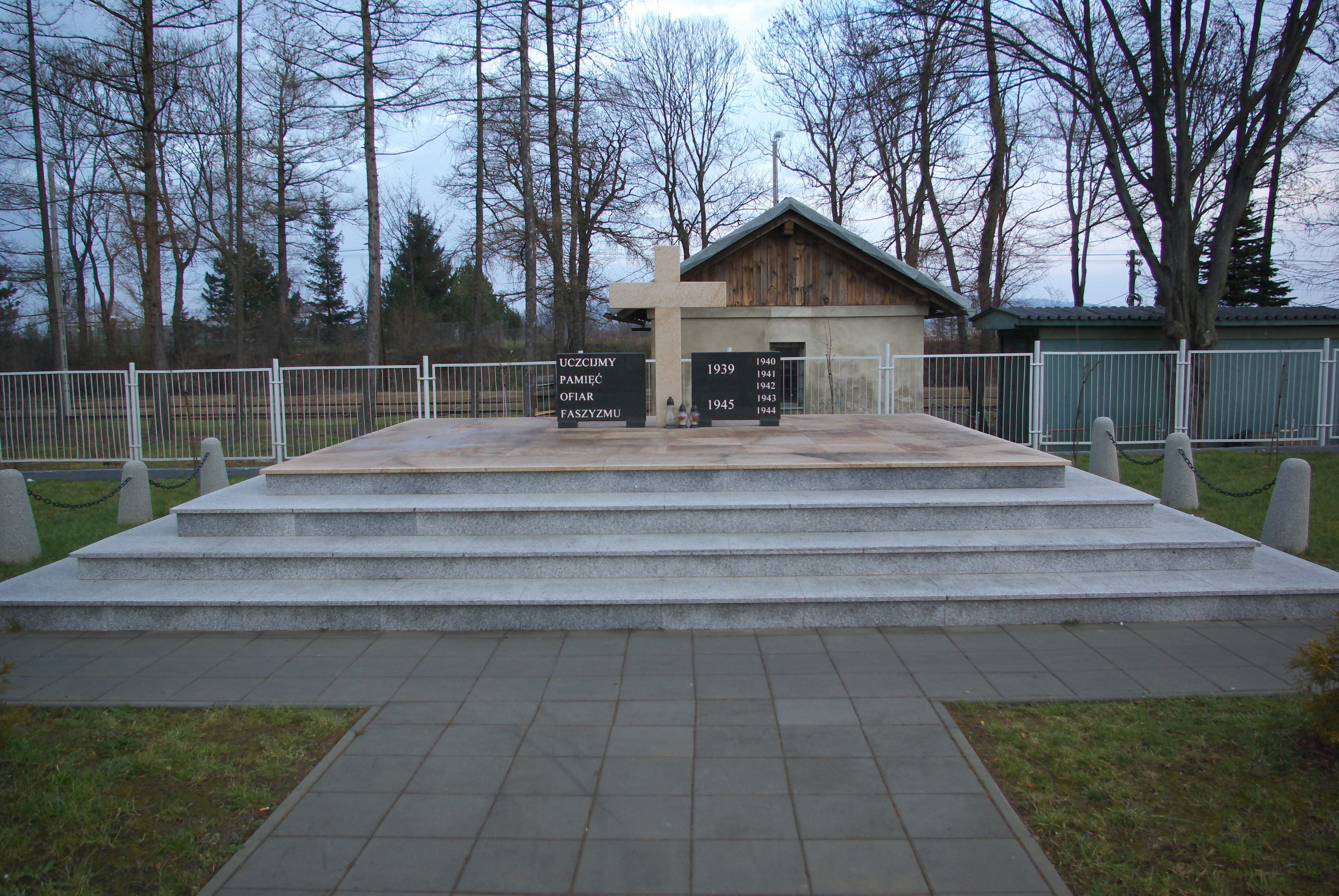
Pomnik ofiar faszyzmu

Zarszyn – wieś w Polsce położona w województwie podkarpackim, w powiecie sanockim, nad potokiem Pielnica. Siedziba gminy Zarszyn. Dawniej miasto; uzyskał lokację miejską przed 1395 rokiem, zdegradowany około 1880 roku. Od 1340 do 1772 miejscowość leżała w województwie ruskim w ziemi sanockiej. Od 1772 do 1852 należała do cyrkułu leskiego a następnie sanockiego. Od 1867 powiat sanocki, gmina Sanok w Galicji. Od 1920 roku należała do województwa lwowskiego. Od października 1939 do roku sierpnia 1944 wieś była siedzibą urzędu gminy w powiecie sanockim.
W latach 1975–1998 administracyjnie należała do województwa krośnieńskiego.
Miejscowość leży przy drodze krajowej nr 28

## Części wsi
| SIMC    | Nazwa      | Rodzaj    |
| ------- | ---------- | --------- |
| 0363079 | Wygoda     | część wsi |
| 0363085 | Zawisłocze | część wsi |

## Toponimia
W XIX-wiecznej literaturze można się spotkać ze stwierdzeniem, że miasto zostało założone jako niemiecka kolonia Sehrschoen, co jednak nie znajduje potwierdzenia w źródłach, gdyż zachowane wzmianki nazwy zawsze wyraźnie zakończone były dzierżawczą końcówką -in (Szarschin, 1395; Zarschin, 1434; Zarszin, 1589; Zarschschin, 1646).

## Historia
Osadnictwo na tym terenie pochodzi z młodszej epoki kamienia (5000–1700 lat p.n.e.). Świadczą o tym m.in.: kamienne narzędzia odkryte w Odrzechowej i Pielni. a o epoce brązu świadczy, znaleziony w Zarszynie, skarb brązowy: naszyjniki, naramienniki, szpile, paciorki.
W 1395 Władysław Jagiełło nadał miasto Szarschin wraz z Posadą Zarszyńską i Długiem Jachnikowi ze Swoszowa zwanemu Dzieweczka.

„Spośród obcych narodowości zamieszkujących ziemię sanocką, najliczniejszą i najbardziej wpływową, była niemiecka. [...] nazwy takich miejscowości jak np. Frysztak, Zarszyn, Lobentanz (Nowotaniec), Zymbertowa, Kalbornia, Rytarowce, Brezen późniejszy Brzozów, Hochstadt (Jaśliska), Erenberg (Odrzykoń), Kunzendorf (Poraż), Bischofswalde (Jasionka) , Michilsdorf (Michałówka), nawet niwy w obrębie pewnych wsi (pratum Cornslag in Iwanczepole, eger Kothkenhaw pod Krosnem), aby poznać jak znaczną rolę odgrywał ten żywioł w dziejach naszej ziemi. Mieszkali Niemcy po zamkniętych miastach, i po otwartych wsiach, po chatach i dworach wiejskich, zajmowali się handlem, rzemiosłem, pługiem, szablą i słowem bożym. Pracowici, zapobiegliwi i oszczędni, tworzyli oni element twórczy w gospodarstwie społecznym i byli dla ludności tubylczej przykładem i wzorem. [...]. Opierając się na zestawieniach indeksowych, którym jednakże bezwzględnie zaufać nie można, możemy przyjąć jako bliski rzeczywistości, 30% Niemców w Sanoku w stosunku do reszty ludności. Przez cały ciąg XV stulecia, dokumenty miejski były wystawiane także w języku niemieckim. [..]”

W 1429 roku właścicielem Zarszyna i Długiego był Krzczon – Krystyn z Koziegłów (zm. w 1437), kasztelan i starosta sądecki. W roku 1439 nabył te miejscowości Piotr Smolicki ze Smolic, herbu Szreniawa – kasztelan (1438–1442) i starosta sanocki.
W 1441 roku Piotr Smolicki, ze Smolic – kasztelan sanocki (1438–1442) powiększył uposażenie parafii. Potem Zarszyn był własnością Stanisława Zarszyńskiego.
W 1500 roku wspomniano, że w Zarszynie znajdował się dwór z wieżą obwiedzioną fosą. Niewykluczone, że ten właśnie dwór, określony jako „zamek”, został zniszczony w trakcie najazdu tatarskiego w 1624 r. Wspominany w źródłach obiekt należy zapewne identyfikować z późniejszą wyspą dworską, wyobrażoną już na tzw. mapie von Miega z l. 1779–1783, gdzie widoczny jest budynek murowany stojący na wyspie i otoczony mokrą fosą, przez którą prowadzi most łączący założenie ze stałym lądem.
W dokumentach króla Zygmunta Starego z 11 sierpnia 1530 roku o rozgraniczeniu dóbr, występuje chorąży Feliks z Zarszyna.
Kolejnymi właścicielami dóbr byli Zarszyńscy, Pieniążkowie. Tak np. w 1508 roku, jako dziedzice figurują Jakub Pieniążek i Piotr Zarszyński, a około 1590 roku Mikołaj Pieniążek i Anna Pieniążkówna, którzy przekazali do wynajęcia część tej miejscowości dla Jana Jędrzejowskiego. W latach 1589–1614 jako współwłaściciel wymieniany jest też obok Pieniążków Jan Zabawski, w 1589 Okręglicki, a w 1644 Błoński.
W II połowie XVI wieku kościół katolicki w Zarszynie został zamieniony na zbór kalwiński.
W 1624 roku miasto wraz ze zborem zostało spalone przez Tatarów. W 1644 roku wyrokiem sądu królewskiego odebrano protestantom kościół oraz grunty, będące jego uposażeniem. Od 1659 roku kościół był własnością kolegium jezuickiego w Krośnie. Dopiero biskup Wacław Hieronim Sierakowski nadał jezuitom zarząd całej parafii.
W XVII wieku istniał tu obronny zamek i główna droga z Krosna przez Sanok do Lwowa. Lustracja jeszcze z 1565 wymienia stawek we wsi Besko przy gościńcu, którem od Beska wsi ku Zarszynu jeżdżą i wspomina również o wybieraniu myta w tej wsi.
W dniach 6 i 7 lipca 1768 roku ruszyli mieszkańcy Zarszyna na pola do pobliskiej Sieniawy, obejrzeć generalny zjazd szlachty sanockiej i dukielskiej, który skupił około 6 tys. ludzi. Ogłoszono akt konfederacji ziemi sanockiej, a na marszałka wybrano Jakuba Ignacego Bronickiego, dziedzica Nowotańca. Spod Sieniawy ruszył nowo wybrany marszałek wraz z konfederatami przez Krosno do Krakowa.
Po kasacie jezuitów (1773), zaborczy rząd austriacki sprzedał Długie i Zarszyn hrabiemu Wilhelmowi Siemieńskiemu herbu Dąbrowa (1732–1802), właścicielowi Biecza, Ropy i Magierowa i wielu innych miejscowości. Wspominał to w wydanym po raz pierwszy w 1786 r. dziełku pt. „Geografia (...) Galicyi i Lodomeryi” jego autor, Ewaryst Andrzej Kuropatnicki: Zarszyn. Miasteczko niegdyś Jezuitów krośnieńskich, teraz JW. hrabi Siemieńskiego. Utworzona wówczas nowa parafia katolicka w Zarszynie należała aż do 1947 roku do dekanatu sanockiego, diecezji przemyskiej. Do parafii należały wsie Długie, Nowosielce (- Gniewosz) oraz Posada Zarszyńska.
W latach 1810–1842 miejscowość była w posiadaniu rodziny Ostaszewskich, a w latach 1842–1945 rodziny Wiktorów.
W 1810 roku Kazimierz Ostaszewski (1756-1845), były rotmistrz kawalerii narodowej, nabył Zarszyn, Posadę Zarszyńską i Długie od hr. Stanisława Siemieńskiego (1763–1821).
W czasie powstania listopadowego, w maju 1831 roku, w Zarszynie zatrzymał swój korpus gen. Józef Dwernicki. Matka generała, Helena z Załęskich Dwernicka, i teść Kazimierza Ostaszewskiego, Józef Załęski, byli rodzeństwem. Kazimierz Ostaszewski, który z małżeństwa z Heleną z Załęskich pozostawił dwie córki: Franciszkę, wydaną za Ksawerego Czermińskiego i Ludwikę, zamężną za Franciszkiem Niezabitowskim, przekazał dobra zarszyńskie w 1842 roku swej wnuczce, Adeli Czermińskiej (1822–1904), zamężnej za Janem Wiktorem (1812–1877).
Zarszyn, Posadę Zarszyńską i Długie po Janie i Adeli Wiktorach dziedziczył ich syn Kazimierz Wiktor (1845–1904), a po nim jego syn Jan Wiktor (1878–1944, w 1905 wraz z dwoma współwłaścicielami posiadał we wsi obszar 847,3 ha, w 1911 posiadał 243 ha). Po II wojnie światowej wskutek masowych wywłaszczeń majątek Wiktorów przeszedł na rzecz Skarbu Państwa Polski Ludowej.
W 1880 roku miasteczko liczyło 193 domy i 959 mieszkańców (w tym m.in. 825 Polaków i 128 Żydów). Dzieliło się na Zarszyn miasteczko oraz Zarszyn przedmieścia. Własność większościowa należała do Kazimierza Wiktora herbu Brochwicz. Dwór ziemiański znajdował się na wyspie, którą okalał staw dworski. Pod koniec XIX wieku w mieście był już dworzec kolejowy, browar, poczta-telegraf oraz szkoła. Nowy murowany kościół wzniesiony został w roku 1882.
Podczas I wojny światowej w 1915 Zarszyn został znacznie zniszczony i w 1934 roku  utracił prawa miejskie.
W 1929 roku miejscowość liczyła 975 mieszkańców. Prowadziła tędy linia kolejowa w kierunku Sanoka, Chyrowa i Jasła. Znacząca większość dóbr ziemskich na terenie Zarszyna należało wówczas do Jana Wiktora. Z większych zakładów funkcjonował browar oraz gorzelnia.
We wsi w czasie okupacji znajdowała się placówka AK nr II. Dowódcy: III 1940 – I 1941 Franciszek Gorynia, I 1941 – V 1944 Mieczysław Granatowski „Gram”, V 1944 Franciszek Singler „Odwet”. W 1944 Zarszyn uległ prawie całkowitemu zniszczeniu i zginęło wielu mieszkańców. Od kwietnia do czerwca 1943 policja niemiecka i SS rozstrzelała 2 Polaków i 13 Żydów. Obok dworca wybudowano upamiętniający ich pomnik. 15 września 1944 Zarszyn zajęli Sowieci, wyzwalając Zarszyn spod okupacji hitlerowskiej.

## Archeologia
W kwietniu 2016 roku odkryto i przekazano do Muzeum w Sanoku zestaw czarek z uchwytami z epoki brązu. Jest to jeden z sześciu tego typu zabytków z terenu Polski i pierwszy z Podkarpacia

## Religia
- Kościół pw. św. Marcina i Matki Boskiej Szkaplerznej, a działająca w nim parafia pod tym samym wezwaniem należy do dekanatu jaćmierskiego, diecezji przemyskiej.
- Kościół w stylu neogotyckim został wybudowany w 1872.

- Cmentarz parafialny, na którym znajdują się m.in. pochówki właścicieli Zarszyna: kaplica grobowa rodziny Ostaszewskich, w tym Kazimierza Ostaszewskiego z Zarszyna z 1856 i grobowiec rodziny Wiktorów[14][15].

## Urodzeni w Zarszynie
- Józef Gryglewicz – major nawigator Wojska Polskiego.
- Jan Łożański (1912-1990), oficer ZWZ-Armii Krajowej, kurier Komendy Głównej ZWZ/AK.
- Władysław Maria Starzecki (ur. 14 lipca 1892, zm. wiosna 1940 w Charkowie) – nauczyciel, major rezerwy piechoty Wojska Polskiego, kawaler Orderu Virtuti Militari, ofiara zbrodni katyńskiej.
- Celestyn Zbyszewski (1806–1874) – major armii Cesarstwa Austriackiego, poseł na austriacki Sejm Ustawodawczy